# Monte delle Figne
Der Monte delle Figne ist ein 1172 m s.l.m. hoher Berg im norditalienischen Apenningebirgszug. Er befindet sich auf der der Po-Ebene zugewandten Seite des Apennins, unweit der ligurisch-padanischen Wasserscheide des Monte Taccone. Der Gipfel des Monte delle Figne stellt die höchste Erhebung um den Parco Regionale delle Capanne di Marcarolo dar und liegt auf der Grenze zwischen der Metropolitanstadt Genua und der Provinz Alessandria.